# Milton (portugalski piłkarz)
Milton, właśc. Milton Andrade Vaz Mendes (ur. 6 maja 1979 w Amadorze) – portugalski piłkarz grający na pozycji ofensywnego pomocnika